# Unhinged (Magic)
Unhinged (en inglés "Scardinato") es una de las expansiones de Magic: El encuentro. Ha sido imprimida solo en lengua inglesa. Está compuesta oficialmente de 140 cartas pero existen unas cartas adicionales (Súper Secret Tech) disponible solo en versión foil. El símbolo de la expansión es un hierro de caballo boca abajo.
A derecha de la línea de copyright de cada carta está una palabra. Leyéndolas todas en orden inversa se obtiene un "mensaje" de la Wizards of the Coast, que enumera algunas cartas que habrían podido ser imprimidas.
Por las reglas absurdas de las cartas (por ejemplo "Esta criatura coge +1/+0 si eres el más alto entre los jugadores") estas están prohibidas en los torneos oficiales (a excepción de las tierras base, muy destacada entre los coleccionistas para su "valor estético").